# Йодан Къп
Йодан Къп е първият организиран турнир по футбол, игран в Шефилд, Англия. Собственикът на местен театър Томас Йодан огранизира състезанието и спонсорира изработването на трофея.
Финалът се играе на стадион „Брамал Лейн“, Шефилд на 5 март 1867 г. Срещата се изиграва по правилата на Шефилд и след нулево равенство в редовното време се използва т. нар. „руж“, т.e. за гол се приема всеки неуспешен удар към 4-ярдовата (тогава) врата, който обаче би влязъл във вратата, ако тя беше 8-ярдова. Отборът на „Халъм“ побеждава „Норфолк“ с два „ружа“ на един.
Впоследствие купата изчезва. Няма информация за нея до 1997, когато шотландски колекционер на антики се свързва с ФК „Халам“, за да каже, че купата е в негово притежание. Впоследствие „Халам“ я купуват от него за 2000 паунда.

## Отбори
- ФК Броумхол
- ФК Фър Вейл
- ФК Гарик
- ФК Халам
- ФК Хийли
- ФК Маккензи
- ФК Меканикс
- ФК Милтън
- ФК Норфолк
- ФК Нортън
- ФК Питсмур
- ФК Уелингтън